# Спящая Венера
«Спящая Венера» (итал. Venere dormiente) — условное название картины выдающегося художника Джорджоне да Кастельфранко, представителя венецианской школы живописи. Написана им незадолго до смерти в период 1508—1510 годов. Другое название — «Дрезденская Венера». Картина хранится в Дрездене, в Картинной галерее старых мастеров.

## История и атрибуция
Джорджоне не окончил картину. Он успел написать фигуру Венеры и, возможно, скалу за ней, прежде чем скончался от чумы в Венеции в 1510 году. Картину заканчивал его друг Тициан (оба художника работали в одной мастерской), который написал пейзаж, небо, драпировки, на которых возлежит богиня, и поместил Купидона у её ног. Также в некоторых местах полотна можно выделить кисть ещё одного неизвестного мастера. Картину многократно переписывали и «обновляли», поэтому она находится в плохом состоянии и затруднительно в точности разделить вклад в картину Джорджоне и Тициана. Похожую позу лежащей Венеры Тициан использовал в позднейшем произведении «Венера Урбинская» (1538). Это обстоятельство, как и многие другие, в течение длительного времени вызывало споры по поводу атрибуции. Купидон, написанный Тицианом, позднее был удалён «реставратором». Следы его присутствия можно определить только при помощи инфракрасной съёмки. Исследования в инфракрасных лучах также показали, что в руках Купидона были стрела и птица, это подтверждает, что изображена именно Венера.
Изначально картину приписывали Джорджоне, но на определённом этапе её атрибутировали как копию Сассоферрато с картины Тициана, пока Джованни Морелли не доказал с помощью своего метода авторство Джорджоне. В настоящее время большинство специалистов считают картину написанной Джорджоне, но завершённой после смерти выдающегося художника Тицианом.
Некоторые историки искусства видят в картине влияние Леонардо да Винчи, оно угадывается и в решении складок драпировок. «Дрезденская Венера» была написана в одно десятилетие с «Моной Лизой» — и оба произведения породили множество копий и подражаний.

## Иконография и интерпретации скрытого смысла картины
Картина «Спящая Венера» относится к жанру «лат. Locus amoenus» («Прекрасное, прелестное место»), который складывался в творчестве художников венецианской школы в эпоху итальянского Возрождения. В этом жанре красивые люди изображены на фоне идиллического пейзажа за чтением стихов, музицированием, созерцанием природы. Позднее, во французском искусстве XVIII века, этот жанр получил название «галантные празднества» (фр. Fêtes galantes.
Мотив богини любви Венеры, уснувшей в саду, где царствует вечная весна, присутствует в античных свадебных песнях. Богиню любви обычно представляли в окружении путти, а Купидон будил её после сладкого сна. Пробуждённая Венера отправлялась на свадебное торжество, которому была посвящена поэма. Похожий сюжет встречается в латинской поэзии XVI века. Если картина Джорджоне представляет собой воплощение именно этого мотива, тогда, возможно, заказчиком работы был венецианец Джироламо Марчелло, первый владелец «Спящей Венеры» (картину видели в доме Марчелло примерно в 1525 году). Предположительно, картина была заказана в память о счастливой свадьбе Джироламо Марчелло и Морозины Пизани в 1507 году. По одной из версий, именно по желанию заказчика Тициан дописал пейзаж и фигуру Купидона, которая находилась в правом углу картины. Джироламо полюбил работы Джорджоне и стал обладателем трёх его шедевров, включая «Спящую Венеру».
Прекрасная богиня на картине Джорджоне спокойно возлежит на фоне идиллического пейзажа и сладко спит. Прототипы такой композиции хорошо известны в истории классического искусства, прежде всего в изображении спящих нимф, которые, в свою очередь, восходят к античным скульптурам, наиболее известной из которых является «Спящая Ариадна» из музеев Ватикана.
В XVI веке ватиканскую скульптуру считали изображением «Нимфы источника» (подобные античные произведения в эпоху Возрождения использовали для украшения фонтанов). Литературным источником ренессансной иконографии «спящих нимф» является поэма Гипнэротомахия Полифила (лат. Poliphili Hypnerotomachia, ubi humana omnia non nisi somnium esse docet, atque obiter plurima scitu sane quam digna commemorat, — «Любовное борение во сне Полифила, в котором показывается, что все дела человеческие есть не что иное как сон, а также упоминаются многие другие, весьма достойные знания предметы»), изданная в Венеции, в типографии Альда Мануция в 1499 году. Текст, предположительно написанный доминиканским монахом Франческо Колонна (существуют и другие версии, в том числе предполагается авторство Леон Баттиста Альберти), сопровождается гравюрами в технике ксилографии.
В одной из сцен романа рассказывается, как Полифил, влюблённый в Полию, оказывается на зелёной лужайке, где видит античный рельеф с греческой надписью: «Всё рождающая». На рельефе, между двух колонн, «изваяна прекрасная спящая нимфа, распростёртая на покрывале». На гравюре, иллюстрирующей эту сцену, над спящей нимфой показан сатир, отдёргивающий покрывало, плодоносное древо и маленькие фавны. В тексте также говорится о том, что «из прекрасной девственной груди нимфы вытекала вода». Отсюда последующие названия подобных композиций: «Нимфа источника». На гравюре конца XV века, изображающей «Нимфу источника», уже найдена томная и целомудренная поза богини: одна рука закинута за голову, другая прикрывает лоно.

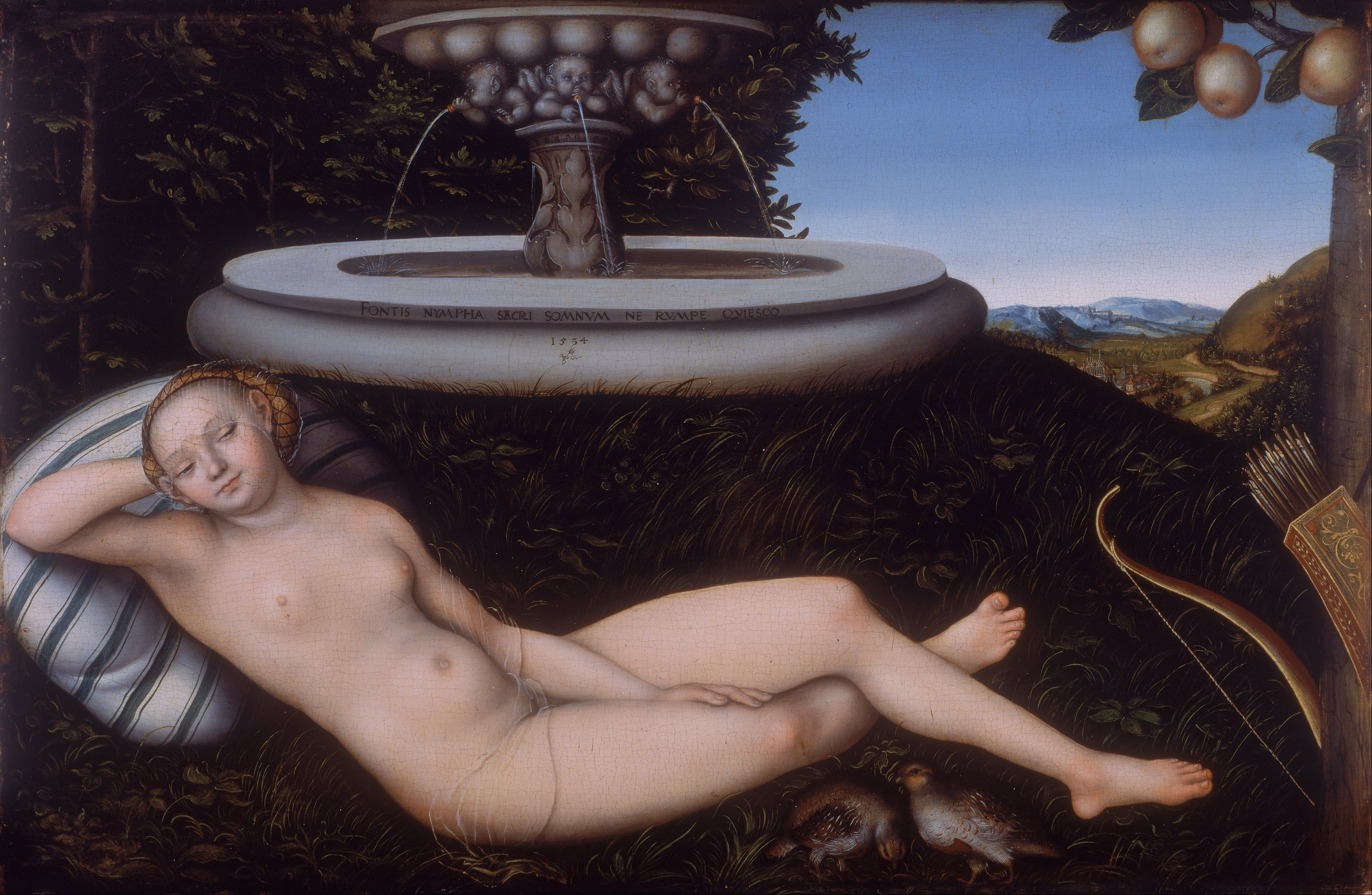
Л. Кранах Старший. Нимфа источника. 1534. Галерея искусств Уокера, Ливерпуль

В период 1530—1535 годов немецкий художник Лукас Кранах Старший написал несколько (известно восемь) вариантов картины «Нимфа источника». Художник, вероятнее всего, следовал описанию и гравюре из «Гипнэротомахии Полифила». Известны и другие прототипы композиции «Спящая нимфа», которые, безусловно, были знакомы Джорджоне. К некоторым из них добавляли характерные атрибуты: купидон (амур), лук со стрелами, куропатка, и тогда фигура нимфы превращалась в богиню Венеру или Луксурию (римскую аллегорию вожделения).
Среди четырёх видов наготы, определённых средневековыми схоластами, к «Спящей Венере» Джорджоне более подходит «нагота естественная» (лат.  nuditas naturalis). В итальянском названии картины «Обнажённая в пейзаже» (итал.  Nuda nel paese ) существенна множественность значений слова «paese» (родная страна, село, земля, почва). Ещё один иконографический прототип картины, связанный с предыдущими: «Венус пудика», или «Венера целомудренная» (лат. Venus Pudica), — изображение богини, стыдливо прикрывающей лоно рукой.

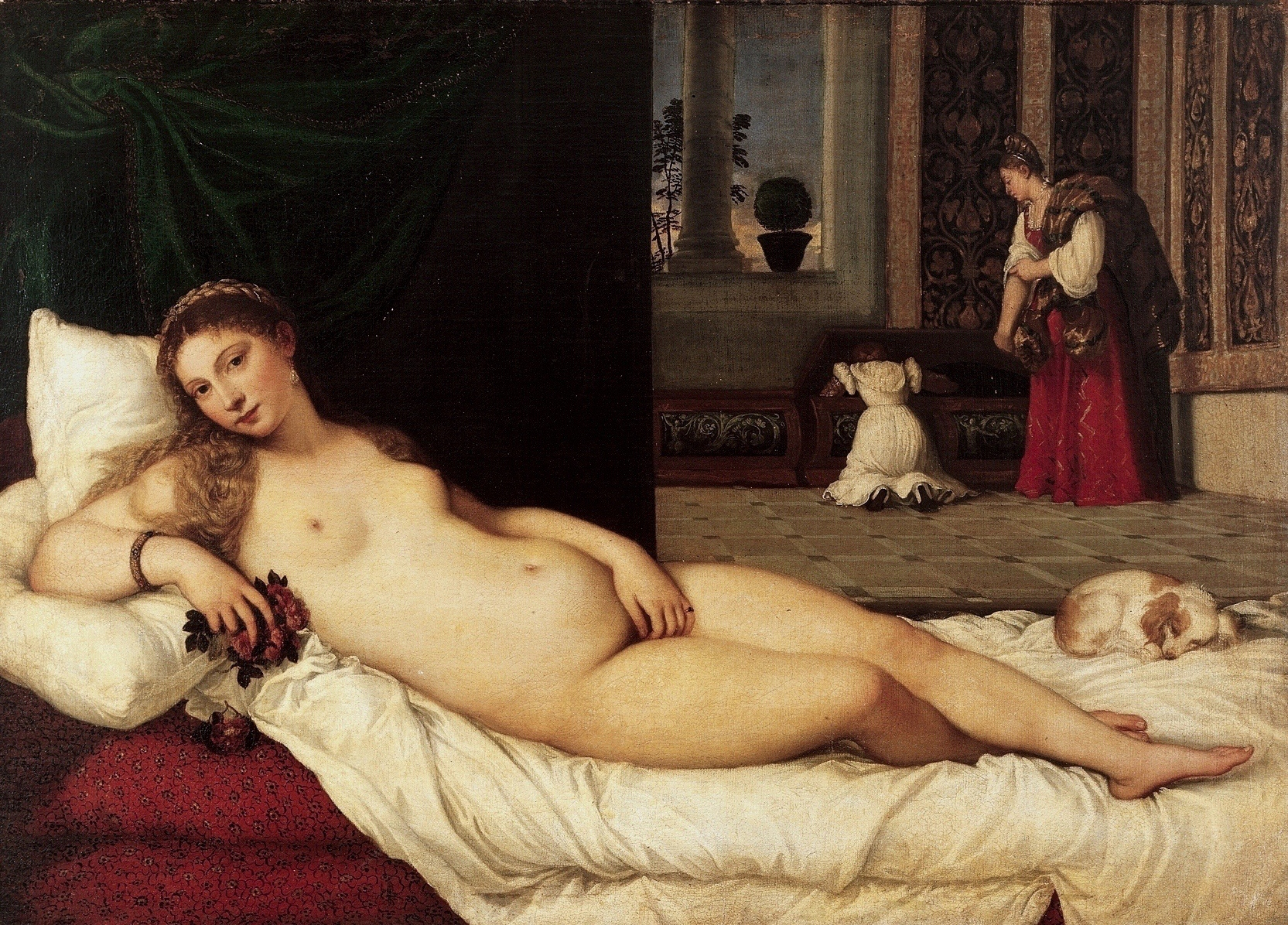
Тициан. Венера Урбинская. 1538. Уффици, Флоренция

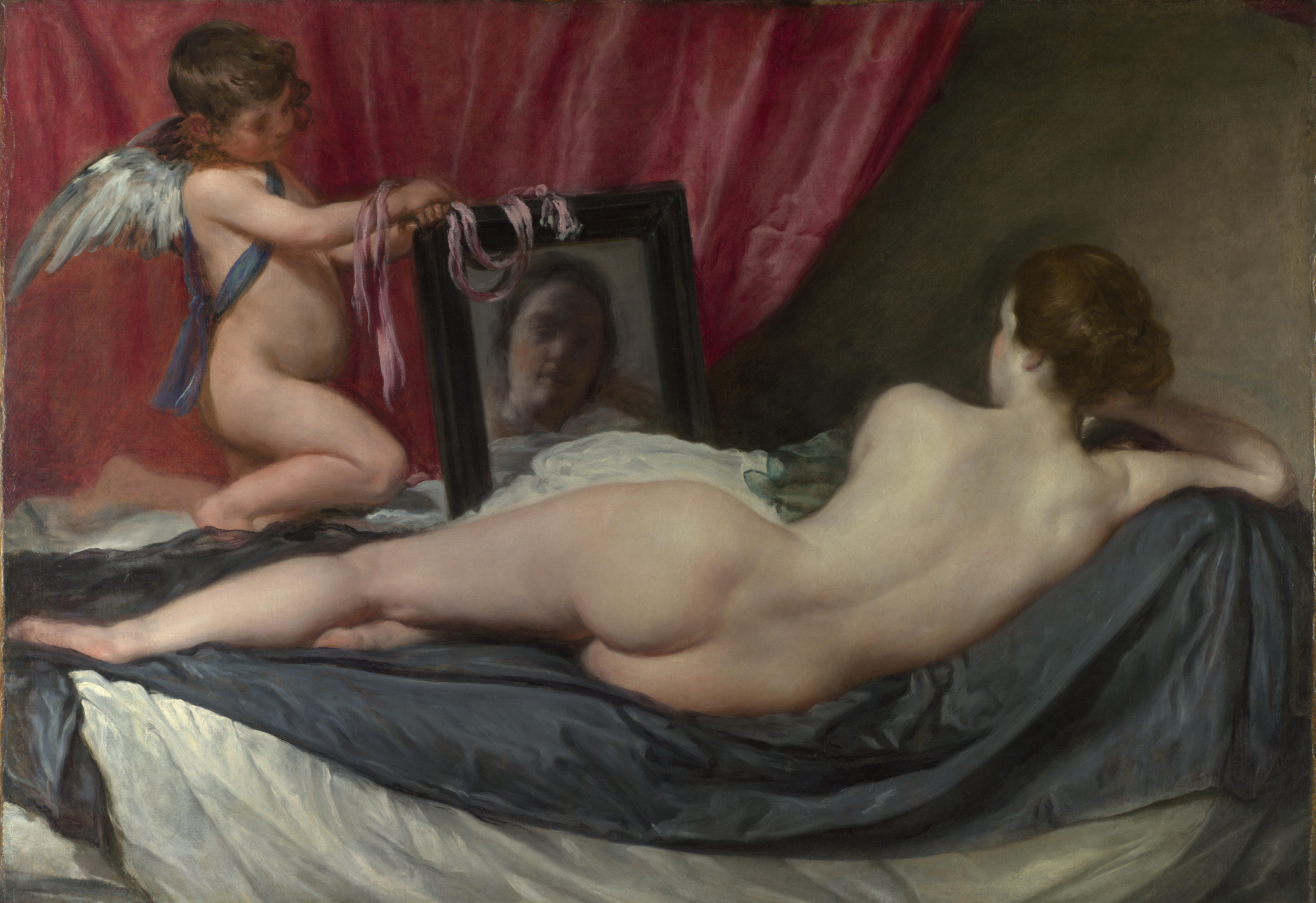
Д. Веласкес. Венера с зеркалом. Ок. 1647—1651. Национальная галерея, Лондон

Однако самое замечательное в картине Джорджоне, это то, что тело богини, одновременно чувственное и идеализированное, выглядит естественным на фоне обычного деревенского пейзажа. Анализу этой главной особенности посвятил отдельное эссе М. В. Алпатов. Он справедливо отмечал, что в картине Джорджоне впервые в сравнении с предыдущими произведениями итальянских художников красота тела оказывается единственным предметом изображения: «У Джорджоне заснувшая богиня становится предметом внимания зрителя. Затаив дыхание, любуешься её красотой. Невозможно оторвать от неё взгляд. В делах любви люди Возрождения чуждались лицемерия. Вот почему в этом предельно ясном по замыслу образе прямо в руки даётся то, о чём только решались мечтать последующие поколения». Богиня изображена осязаемо близко, у самого края картины. Джорджоне удалось найти давно искомое соединение идеала небесной красоты и эротики. Известно, что эту тему обсуждали итальянские писатели-гуманисты. В истории живописи она предстаёт как «Любовь небесная и Любовь земная» (название одной из картин Тициана). Однако богиня недоступна, поскольку уподоблена самой природе, которую символизирует «уснувший пейзаж» дальнего плана. Натурой, согласно учению неоплатоников, является «внутренняя природа», состояние души. В картине Джорджоне обнажённое тело Венеры предстает именно такой натурой. Её нагота выглядит естественным состоянием. Как писал далее Алпатов, «богиня отдыхает, дремлет, спит обнаженной, как в те далекие времена спали все — и богатые и бедные, и люди и боги… Венера спит в неведении своей наготы, и потому нагота эта лишается нарочитости, всякого привкуса кокетства… В ней есть нечто трогательное, что невольно вызывает благоговение». Возникает ощущение, что, забывшись безмятежным сном, богиня случайно оказалась застигнутой нескромным взглядом человека. Однако ещё современниками художника было замечено, что лицо Венеры удивительно сходно с ликами Мадонн, выработанными венецианской школой живописи, прежде всего в картинах Джованни Беллини. Отсюда эмоциональная близость с итальянскими картинами типа «Святое Собеседование» (итал. Sacra Conversazione).
Подобная контаминация была подготовлена всем развитием классической итальянской живописи. Примечательно также, что тело Венеры написано лучезарным, почти без теней и его контуры, подобно леонардовскому сфумато, слегка растёрты (по иной версии такая растёртость — следствие многократных «поновлений» картины). Поэтому изображение обнажённого тела кажется менее материальным, чем драпировки, на которых оно покоится. Возможно, здесь и кроется разгадка картины: тело богини почти невесомо, оно парит в воздухе. Богиня любви дремлет спокойно, заключал Алпатов, поскольку знает: её никто не увидит, она находится в ином, духовном мире, который лишь в отдельный краткий миг может пересечься с миром материальным, где собственным сном спят в полуденную жару деревья и кустарники. И поэтому любопытный пастух или мы с вами можем пройти рядом и не заметить уснувшей богини. Однако оба мира всё же связаны и воссоединяются в воображении художника, и это недвусмысленно показал живописец — охватывающие линии фигуры, прекрасные по своей пластике, откликаются в линиях холмов дальнего плана. Зрительные рифмы буквально пронизывают всю картину, придавая ей особенную цельность, и выводят изображение на уровень художественного тропа. Гениально одарённый художник опередил своё время. Лишь столетия спустя «общим местом» в литературе станет сравнение форм женского тела с купами деревьев, линиями холмов и лёгкими облачками. Примечательна ещё одна деталь: на пересечении линий холмов, точно в геометрическом центре картины, изображен пенёк — «лесной трон» с пробивающимися ростками. Точно такой же трон — символ обновления природы — изображён на фронтисписе французского издания поэмы «Гипнэротомахия Полифила» (гравюра Бероальда де Вервиля, 1600 г.). Дополнительным аргументом в пользу такой интерпретации картины служит то обстоятельство, что сходным настроением и поэтическим подтекстом проникнута другая знаменитая картина Джорджоне: «Сельский концерт» (ок. 1509 г.).

## Развитие темы. История повторений
Тициан много раз повторял композицию «лежащей Венеры», однако ни разу не смог достичь джорджониевской красоты и совершенной цельности пластики. Знаменитую «Венеру Урбинскую» (1538) Тициан написал по заказу герцога Урбинского Гвидобальдо II делла Ровере, который преподнес её в качестве «назидания» своей молодой жене, Джулии да Варано. Художник повторил позу «Спящей Венеры» Джорджоне, но поэзия исчезла. Перед нами обычная куртизанка, которая ожидает на постели своего любовника. Об этом недвусмысленно рассказывает и её откровенный взгляд, и бытовые детали: роза в правой руке, мирт на подоконнике в глубине картины (символ любви и верности), служанки, достающие наряды, и дремлющая собачка у ног. Вместе с возвышенной духовностью образа оказались утраченными пластическая цельность, ясность формы, гармония композиции.
С 1532 года Тициан выполнял заказы испанского короля Карла I, который в 1519—1556 годах был императором Священной Римской империи под именем Карла V, а также работал для испанского короля Филиппа II. Можно предположить, что «Лежащими Венерами» и «Данаями» живописец «тешил чувственность венценосных заказчиков».
Влияние джорджониевской композиции было огромным и длительным. Оно заметно и в творчестве выдающегося испанского живописца Веласкеса. Известно о пяти картинах Веласкеса с изображением «лежащих Венер». Самую известную он написал, вероятно, в Италии в период 1649—1651 годов по заказу маркиза де Эличе. Предполагают, что картина была задумана парной к «Лежащей Венере» Порденоне. Веласкес «перевернул» модель, изобразив её со спины, и поместил не на красном, как у венецианца Порденоне, а на чёрном покрывале. С помощью зеркала художник умело связал взгляды зрителя и прекрасной модели, превратившейся в испанку. Реплика «Венеры» Порденоне и картина Веласкеса принадлежали герцогине Альба и, в свою очередь, послужили образцами для художника Франсиско Гойи при создании парных картин «Махa одетая» и «Маха обнажённая». Позднее четыре картины (две «венеры» и две «махи» Гойи) находились в собрании первого министра испанского короля Мануэля Годоя. В 1808 году во время вторжения наполеоновских войск в Испанию и военной операции англичан против Наполеона «Венеру» Веласкеса вывезли в Англию, она находилась в частной коллекции Рокби. В 1810 году владельцы выставили картину на продажу, но стараниями английского короля Георга III, внесшего необходимую сумму, «Венера Рокби» («Rokeby Venus»), как её тогда называли, стала собственностью государства и ныне находится в лондонской Национальной галерее.
Воздействие «Спящей Венеры» Джорджоне испытали многие художники: Л. Джордано, Л. Сустриc, Я. ван Скорел, Жан Кузен Старший, Н. Пуссен. Под влиянием Джорджоне и Тициана создавали собственные вариации А. Дюрер, Л. Кранах Старший, П. Рубенс. Позднее — Ф. Буше и О. Фрагонар, Э. Делакруа, Ж. О. Д. Энгр, а Эдуар Мане написал знаменитую «Олимпию».